# Captain Tsubasa (serie animata)
Captain Tsubasa (キャプテン翼?, Kyaputen Tsubasa) è una serie televisiva anime tratta dal manga Capitan Tsubasa - Holly e Benji e reboot dell'anime del 1983 Holly e Benji - Due fuoriclasse. La serie è composta da due stagioni ed è stata trasmessa su TV Tokyo dal 2 aprile 2018 al 30 giugno 2024.

## Trama
Tsubasa Ozora, un ragazzo con una passione smisurata per il calcio, entra a far parte della squadra della città di Nankatsu, nella prefettura di Shizuoka, dopo esservisi trasferito da Tokyo con i suoi genitori. Grazie al suo talento e al suo entusiasmo, Tsubasa sprona i suoi compagni a migliorarsi sempre di più e in poco tempo la Nankatsu, sotto la saggia guida dell'ex giocatore brasiliano Roberto Hongo, diventa una squadra fortissima.
Nel suo percorso di crescita Tsubasa incontra molti amici e rivali tra cui il portiere imbattibile Genzo Wakabayashi, l'inseparabile compagno Taro Misaki e l'aggressivo attaccante Kojiro Hyuga. Sia dai compagni di squadra che dagli avversari Tsubasa trae ispirazione per affinare la sua tecnica, ma soprattutto ama condividere con loro la bellezza di giocare lealmente e con sincero rispetto reciproco.

## Produzione

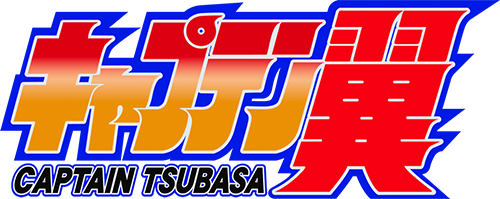
Logo originale della serie

La prima stagione della serie è stata prodotta dallo studio d'animazione David Production e diretta da Toshiyuki Kato. I primi 28 episodi costituiscono lo Shōgakusei hen (小学生編? lett. "Arco degli studenti delle scuole elementari"), mentre i restanti 24 costituiscono il Chūgakusei hen (中学生編? lett. "Arco degli studenti delle scuole medie").
La seconda stagione dell'anime è stata prodotta da Studio Kai, diretta da Katsumi Ono, e adatta il Junior Youth Arc (ジュニアユース編?, Juniayūsu hen) in 39 episodi, suddivisi in tre cour.
Rispetto all'opera originale (ambientata nel 1981), questa serie è ambientata nel 2018, per cui sono scomparsi i riferimenti alla scarsa popolarità e competitività del calcio in Giappone e i personaggi fanno uso di smartphone o del computer per comunicare tra loro. Per il resto l'anime adatta fedelmente il manga, anche se nella seconda stagione è aumentato il ricorso occasionale a scene riempitive non tratte dal manga, flashback e alcuni risultati delle partite hanno subito delle alterazioni rispetto a quelli dell'opera originale.
Per richiesta dell'autore del manga e dei produttori dell'anime, al fine di uniformare in tutto il mondo il marchio Captain Tsubasa, i doppiaggi esteri del nuovo anime hanno dovuto mantenere il titolo originale della serie nonché i nomi originali dei personaggi: ciò si è verificato, ad esempio, in America Latina (dove la serie era nota come Supercampeones), in Francia (dove era conosciuta come Olive et Tom), e in Italia, dove la serie animata era sempre stata chiamata Holly e Benji.

## Distribuzione
La prima stagione della serie è stata trasmessa in Giappone su TV Tokyo dal 2 aprile 2018 al 1º aprile 2019, mentre la seconda stagione è stata trasmessa dal 1º ottobre 2023 al 30 giugno 2024.
La serie è distribuita in America, America Latina e in diversi paesi europei da Viz Media.

### Edizione italiana
ln Italia la prima stagione è stata trasmessa da Italia 1. Il primo arco narrativo è andato in onda dal 23 dicembre 2019 al 23 febbraio 2020; il secondo arco narrativo, pubblicato prima per l'home video l'8 aprile 2021, è stato trasmesso dall'8 giugno al 9 luglio 2021.
La seconda stagione è stata distribuita in simulcast in versione originale con sottotitoli italiani da Crunchyroll, ed è stata trasmessa doppiata in italiano su Boing dal 17 febbraio al 23 maggio 2025.
Il doppiaggio italiano è stato eseguito presso lo studio LogoSound per la prima stagione, e Erazero per la seconda stagione. La direzione del doppiaggio è di Claudio Moneta, Luca Sandri (ep. 1-28) e Matteo Brusamonti (ep. 53-91), l'adattamento dei dialoghi invece è a cura di Claudio Ridolfo e Anna Lana (ep. 1-28), Alessio Machelli e Luca Sandri (ep. 29-52), Lupo Misrachi, Lydia Corbelli, Annalisa Platania e Luca Bassani (ep. 53-91).

## Episodi
| Nº | Titolo italiano  | Episodi | Trasmissione | Trasmissione | Pubblicazione                   | Pubblicazione                |
| Nº | Titolo italiano  | Episodi | Giappone     | Italia       | Giappone                        | Italia                       |
| 1  | Prima stagione   | 1-52    | 2018-2019    | 2019-2021    | 10 ottobre 2018 12 giugno 2019  | 27 agosto 2020 8 aprile 2021 |
| 2  | Seconda stagione | 53-91   | 2023-2024    | 2025         | 27 marzo 2024 25 settembre 2024 | -                            |

## Sigle
La serie adotta le seguenti sigle di apertura, tutte interpretate dai Johnny's West:
- Start dash! (スタートダッシュ!?, Sutātodasshu!, lett. "Inizia a correre!") (ep. 1-28)
testo: Shouko Fujibayashi; musica: Takafumi Iwasaki; arrangiamento: Masaki Iehara.
- Kizudarake no ai (傷だらけの愛? lett. "Amore ferito") (ep. 29-52)
testo: Komei Kobayashi; musica: Susumu Kawaguchi e Takuya Harada; arrangiamento: Chokkaku e Gaku.
- As One (lett. "Come una")[29] (ep. 53-65)
testo e musica: WaO; arrangiamento: NAOKI-T.[30]
- Fantasista (ファンタジスタ?, Fantajisuta)[31] (ep. 66-78)
- Heart (ハート?, Hāto, lett. "Cuore")[32] (ep. 79-91)[33]

Le sigle di chiusura omaggiano la serie storica dell'anime riproponendone la sigla di apertura originale scritta da Osamu Yoshioka con un diverso arrangiamento per ogni arco narrativo:
- Moete Hero (燃えてヒーロー?, Moete hīrō, lett. "Eroe ardente") (ep. 1-28)
- Moete Hero (Junior High Arc arrange) (燃えてヒーロー（中学生編アレンジ）?, Moete hīrō (chūgakusei-hen arenji)) (ep. 29-52)
- Moete Hero (燃えてヒーロー?, Moete hīrō) (ep. 53-91)

Nella prima stagione le sigle di chiusura sono state composte da Hiroshi Sasaki e arrangiate da Hiroshi Sasaki e ciascuna di esse conta a sua volta 8 e 4 versioni, differenti solo per l'interpretazione vocale data dai doppiatori dei personaggi della serie. Nella seconda stagione la sigla di chiusura è composta da Hiroshi Uchiki, arrangiata da Takuya Watanabe e cantata dai Johnny's West.
Le sigle internazionali della serie sono fatte su una base prodotta appositamente da Viz Media, con un arrangiamento diverso da quello giapponese. Esse sono state usate in Francia, Stati Uniti, America Latina, Spagna e Portogallo. Nell'ultimo episodio della prima stagione anche l'edizione italiana ha adottato la base di questa sigla come sottofondo per sostituire l'ending originale. La sigla italiana è cantata da Cristina D'Avena e si intitola Tutta d'un fiato (fino al fischio finale) (testo e musica di Cristina D'Avena, Jacopo Ettorre, Merk & Kremont; edizioni RTI Music).